# Xã Scotch Cap, Quận Perkins, Nam Dakota
Xã Scotch Cap (tiếng Anh: Scotch Cap Township) là một xã thuộc quận Perkins, tiểu bang Nam Dakota, Hoa Kỳ. Năm 2010, dân số của xã này là 29 người.